# Lucrezia Bendidio
Lucrezia Bendidio, född 1547, död 1584, var en italiensk musiker, aktiv i den berömda Concerto delle donne i Ferrara.
Hon uppträdde i privata konserter vid hovet. Hon stod modell för karaktären "Licori i Torquato Tassos pjäs Aminta.